# Jean-Jacques Boutaud
 (avril 2015).
Si vous disposez d'ouvrages ou d'articles de référence ou si vous connaissez des sites web de qualité traitant du thème abordé ici, merci de compléter l'article en donnant les références utiles à sa vérifiabilité et en les liant à la section « Notes et références ».
Jean-Jacques Boutaud est professeur émérite en Sciences de l’information et de la communication à l’Université de Bourgogne, spécialiste des signes et de l'approche sémiotique en communication sensorielle, sensible, en général, et du monde alimentaire, en particulier.

## Biographie
Jean-Jacques Boutaud est l’auteur de nombreux articles et ouvrages sur les thèmes de l'alimentation, du sensoriel, du sensible, de l'imaginaire, de l’expérientiel, à travers la communication sociale, de marque, les médias et les organisations. Il a la responsabilité de l’ Équipe 3S –Sensoriel, Sensible, Symbolique-(EA CIMEOS – EA4177), à l’Université de Bourgogne, et dirige, avec le professeur Régis Gougeon, le Pôle Bourgogne Vigne et Vin (BVV).
Jean-Jacques Boutaud coordonne la mention de Master Information-Communication-Culture (6 spécialités) et dirige le Master Spécialisé en Stratégies de Communication Internationale (MASCI),, classé parmi les 5 meilleures formations en communication)
Il a piloté diverses manifestations scientifiques autour du goût (ex : Biennale Internationale des Arts Culinaires, à Dijon, 2005, 2007) et des groupes de réflexion sur le sensoriel et l’innovation en communication (ex : Cahiers de l’ANVIE, le polysensoriel (2002)(2005)).
Il a été nommé Professeur Invité dans plusieurs universités étrangères, dont l'Université des Sciences Gastronomiques (UNISG-Pollenzo, Italie), en 2009 et 2010. Il dirige la collection « Forme et Sens » chez Hermès Lavoisier.
Jean-Jacques Boutaud a été membre du Conseil National des Universités en Sciences de l’Information et de la Communication (2003 - 2011), et il est expert  auprès de l'Agence d’Évaluation de la Recherche et de l’Enseignement Supérieur  (AERES), l’ANR, des chaires Gutenberg, comme en Belgique (FNRS). Il préside le Réseau AGAP.

## Choix d'ouvrages
- Boutaud, J.‐J., Kilien Stengel, Passions dévorantes : De la gastronomie et de l’excès, Éditions le Manuscrit Savoirs, collection Addictions, 2022.  (ISBN 978-2304052893)
- Boutaud, J.‐J., Kilien Stengel, Cuisine du futur et alimentation de demain, série Cuisine du futur et alimentation de demain, L’Harmattan, 2016  (ISBN 978-2-343-08567-8)
- Boutaud, J.‐J., Berthelot-Guiet K., Sémiotique, mode d'emploi, Le Bord de l'eau, coll. « Mondes marchands », 2014.
- Boutaud, J.‐J., Il senso goloso, Edizioni ETS, 2012.
- Boutaud, J.‐J., Un monde devenu food ?, éditions de l’Armençon, 2010.
- Boutaud, J.‐J., Eliseo Verón [5], Sémiotique ouverte, Itinéraires sémiotiques en communication, Paris‐Londres, Lavoisier‐Hermès Science Publishing, coll. « Forme et sens », 2007.
- Boutaud, J.‐J., Scènes gourmandes. Marché, cuisine, table, Préface de J.‐P. Billoux, Paris, Jean‐Paul Rocher Éditeur, 2006.
- Boutaud, J.‐J., Le sens gourmand. De la commensalité, du goût, des aliments. Préface de Pascal Picq (Collège de France), Paris, Jean‐Paul Rocher Éditeur (traduit en italien, 2010), 2005.
- Boutaud, J.‐J., L’Imaginaire de la table (dir.), Paris, L’Harmattan, 2004.
- Boutaud, J.‐J., Comunicare, semiotica si semne publicitare, Préface de Yves Jeanneret, Bucarest, Tritonic (2e édition 2005), 2004.
- Boutaud, J.‐J., d’Hauteville F. et Le Bœuf C., Communiquer le sensoriel, Montpellier, Éditions Agropolis, 2004.
- Boutaud, J.‐J., Sémiotique et Communication, Paris, L’Harmattan (traduit en espagnol, Barcelona, Gedisa Publishing House, trad. Gaston de Lazzari), 1998.
- Boutaud, J.‐J., Premiers pas vers la didactique de la communication, coordination scientifique de l’ouvrage, Éditions de Vanves, 1996.

## Direction de numéros de revues scientifiques
- Boutaud, J.‐J., Stengel K.,Cuisine du futur et alimentation de demain, coll. Questions alimentaires et gastronomiques, Paris, L’Harmattan, 2015.
- Boutaud, J.‐J., Berthelot-Guiet K., La vie des signes au sein de la communication. Vers une sémiotique communicationnelle, RFSIC, no 3, 2013.
- Boutaud, J.‐J., Dufour S., Figures du sacré, Questions de communication, no 23, 2013.
- Boutaud, J.‐J., Madelon V., La médiatisation du culinaire, Communication & Langages, Colin, 2010.
- Boutaud, J.‐J., Chaumier S., Scènes et scénographies alimentaires, Culture et Musées, no 13, Actes Sud éditeur, 2009.
- Boutaud, J.‐J., Transparence et communication, MEI no 22, Paris, L’Harmattan, 2006.
- Boutaud, J.‐J., Le sensoriel, Préface de G. Lipovetsky, Paris, Cahiers de l’ANVIE, octobre 2005.
- Boutaud, J.‐J., Lardellier P., Sémio‐anthroplogie du sensible, Bruxelles, Degrés 113, 2003.
- Boutaud, J.‐J., Polysensorialité et mondes réenchantés (dir.), Paris, Cahiers de l’ANVIE, octobre 2002.
- Boutaud, J.‐J., Mondes d’odeurs et parfums de consommation (dir.), Paris, Cahiers de l’ANVIE, mars 2002[6].
- Boutaud, J.‐J., Images du goût, Champs Visuels no 5, Paris, L’Harmattan, 1997.
- Boutaud, J.‐J., Durix J.‐P. et Piroelle A., Médias : entre fiction et réalité Dijon, Interfaces no 6, 1994.

## Distinctions
- Chevalier de l'ordre du Mérite agricole (2016)
- Officier de l'ordre des Palmes académiques (2014)
- Chevalier de l'ordre des Palmes académiques (2007)